# Расин, Брюно
Брюно́ Раси́н (фр. Bruno Racine; род. 17 декабря 1951, Париж) — французский государственный служащий и писатель.

## Биография

### Ранняя жизнь
Расин — сын Пьера Расина, государственного советника, и Эдвины Моргулис. Бруно Расин родился в Париже. Он учился в Школе Ларошфуко, затем в Лицее Людовика Великого, прежде чем поступить в Высшую нормальную школу в 1971 году в Париже и получить агрегацию по «классической литературе». Он также прошёл курсы в Институте политических исследований в Париже и поступил в Национальную административную школу в 1977 году.

## Карьера
Расин покинул ENA и перешел в Счетную палату, где в 1979 году он был назначен аудитором, а в 1983 году - референтным советником. 5 сентября 1981 года он женился на Беатрис де Бегон де Ларузьер-Монлозье, и у них было четверо детей.
Расин поступил на службу по стратегическим вопросам и разоружению в Министерстве иностранных дел (1983–1986), прежде чем присоединиться к кабинету премьер-министра Жака Ширака в качестве «поверенного в миссии» (1986–1988).
В 1988 году он был назначен директором по культурным вопросам города Парижа и занимал этот пост до 1993 года, когда он присоединился к кабинету Алена Жюппе, снова в качестве «поверенного в миссии по делам министра», и в то же время директор Центр анализа и прогнозирования (1993–1995). Затем он последовал за ним в Матиньон в качестве «поверенного в миссии старшего министра», уделяя особое внимание культурным и стратегическим портфелям (1995–1997).

## Директорская карьера
Получив повышение до советника мэтра Счетной палаты (1996 год), Расин стал директором Французской академии в Риме (1997–2002 гг.), а затем был назначен президентом Центра Жоржа-Помпиду (2002 год). В марте 2007 года Расин был назначен президентом Национальной библиотеки Франции, вступившим в силу 2 апреля 2007 года, сменив на этом посту Жан-Ноэля Жаннени, достигшего предельного возраста для этой должности.
После своего ухода в 2016 году Расина сменил на посту президента Национальной библиотеки Франции Лоуренс Энгель, который занял этот пост 11 апреля 2016 года  .

## Другие занятия
- Fondation pour la Recherche Stratégique (FRS), член Совета директоров (с 2001 г.) [5]
- Высший совет образования, член (с 2005 г.)

## Награды
- Офицер ордена Почётного легиона (21 марта 2008)[6]
- Кавалер ордена Почётного легиона (31 декабря 1997)[7]
- Командор ордена Искусств и литературы (2016)[8]
- Командор ордена «За заслуги перед Итальянской Республикой» (27 декабря 1998, Италия)[9]
- Кавалер ордена Культурных заслуг (2012, Монако)